# McGeorge Bundy
McGeorge ”Mac” Bundy, född den 30 mars 1919 i Boston, Massachusetts, död den 16 september 1996 i Boston, var en amerikansk akademiker och nationell säkerhetsrådgivare åt presidenterna John F. Kennedy och Lyndon Johnson under åren 1961 – 66.

## Biografi
Bundy växte upp i Boston i en välbärgad familj med långvarigt engagemang i republikansk politik. Hans far var diplomaten Harvey Hollister Bundy, som bidragit till genomförandet av Marshallplanen. Efter grundläggande utbildning började han studera matematik vid Yale University, där han tog masterexamen i matematik och sedan blev sekreterare vid Yale Political Union och senare ordförande för dess liberala parti.
År 1949 ingick Bundy i Council on Foreign Relations i New York för uppföljning av biståndet till Europa enligt Marshallplanen. I gruppen ingick också storheter som Dwight Eisenhower, Allen Dulles, Richard M. Bissell Jr. och Georg Kennan.
Bundy var en av president Kennedys ”vise män” och har även arbetat som professor, anställd av regeringen, vid Harvard University. År 1953 utsågs han till dekanus vid humanistiska fakulteten vid Harvard, vid en ålder av endast 34 år, den då yngste i universitetets historia.
Bundy valdes 1954 in i American Academy of Arts and Sciencies. År 1961 flyttade han in i det offentliga livet och blev säkerhetsrådgivare i Kennedys administration. Han spelade där en avgörande roll i flera stora utrikespolitiska  beslut i både Kennedys och Johnsons regeringar. Bland dessa kan nämnas invasionen i Grisbukten, Kubakrisen och Vietnamkriget. Från 1964 var han ordförande i 303 kommittén, som ansvarade för statliga hemliga operationer.
Bundy var en stark förespråkare för Vietnamkriget och stödde eskaleringen genom det amerikanska engagemanget och bombningarna i Nordvietnam. Han lämnade Vita huset 1966 för att ta över som ordförande i Ford Foundation, en post som han innehade fram till 1979.
Han tilldelades Presidential Medal of Freedom av Lyndon Johnson, men ingick samtidigt på Richard Nixons ökända ”Enemies List”.
Från 1979 till 1989 var han professor i historia vid New York University och specialistrådgivare vid Carnegie Corporation åren 1990 – 96. Han avled 1996 i en svår hjärtattack.